# Luft i luckan
Luft i luckan (originaltitel: A Private's Affair) är en amerikansk långfilm från 1959 som regisserades av Raoul Walsh. Filmen nominerades 1960 till en Golden Globe.

## Handling
Luigi J. Mareis är soldat, och han har en del personliga problem. Han är en skicklig trummis, men han får inget utlopp för sin musikaliska talang inom armén.
Luigis bäste vän heter Mike Conroy. En morgon får Luigi, Mike och två andra killar ett uppdrag - att lasta av flera tunga säckar potatis. Medan de genomför detta uppdrag, så improviserar de ihop en sång som de ger titeln It's the Same Old Army.
En officer får genom ryktesvägen höra att Luigi, Mike och de andra har skrivit en sång och ber att få höra den. Han bestämmer att de ska få framföra sången i ett TV-program, så grabbarna skickas till New York för att uppträda där.
När de väl är framme och ska framföra sången, så verkar det som att Luigis personliga problem kommer att stå i vägen för deras stora genombrott. Kommer de att lyckas slå igenom?

## Om filmen
Skådespelaren Bob Denver gjorde sin första roll i den här filmen, och det var under inspelningen han lärde känna en annan medverkande skådespelare, Jim Backus. Denver och Backus spelade mot varandra igen några år senare, i TV-serien Gilligan's Island.

## Rollista i urval
- Sal Mineo - Luigi J. Mareis
- Gary Crosby - Mike Conroy
- Barbara Eden - Sgt. Katie Mulligan
- Terry Moore - Louise Wright
- Jim Backus - Jim Gordon
- Jessie Royce Landis - Elizabeth T. Chapman
- Robert Burton - General Charles E. Hargrave
- Bob Denver - MacIntosh
- Ray Montgomery - Captain Hickman
- Rudolph Anders - Dr. Leyden
- Debbie Joyce - Magdalena